# La Pera (Toralla)
La Pera és una partida agrícola del terme municipal de Conca de Dalt, a l'antic terme de Toralla i Serradell, en territori del poble de Toralla.
Està situada al sud-est de Toralla, i de les partides i llocs de lo Planell i l'Estrada, al nord-oest d'Esplanellars, a llevant de la Llacuna i a ponent de Rengueret.